# Papiu Ilarian (gmina)
Papiu Ilarian – gmina w Rumunii, w okręgu Marusza. Obejmuje miejscowości Dobra, Merișoru, Papiu Ilarian, Șandru i Ursoaia. W 2011 roku liczyła 963 mieszkańców.